# Южноазиатские игры 1999
8-е Южноазиатские федеративные игры состоялись в Катманду (Непал) в 1999 году. Непал второй раз принимал Южноазиатские игры (первый раз в 1984 году). Церемония открытия состоялась 25 сентября, а закрытия — 4 октября. Спортсмены из 7 стран приняли участие в состязаниях по 13 видам спорта. Катманду стал вторым городом дважды принявшим Южноазиатские игры.

## Виды спорта
- Лёгкая атлетика
- Баскетбол
- Бокс
- Борьба
- Футбол
- Дзюдо
- Кабадди
- Стрелковый спорт
- Плавание
- Теннис
- Настольный теннис
- Волейбол
- Тяжёлая атлетика

## Итоги Игр
| Место | Страна    | Золото | Серебро | Бронза | Всего |
| ----- | --------- | ------ | ------- | ------ | ----- |
| 1     | Индия     | 102    | 58      | 37     | 197   |
| 2     | Непал     | 31     | 10      | 24     | 65    |
| 3     | Шри-Ланка | 16     | 42      | 62     | 120   |
| 4     | Пакистан  | 10     | 36      | 30     | 76    |
| 5     | Бангладеш | 2      | 10      | 35     | 47    |
| 6     | Бутан     | 1      | 6       | 7      | 14    |
| 7     | Мальдивы  | 0      | 0       | 4      | 4     |